# 吉氏離頜鰻
吉氏離頜鰻是背棘魚科下的一個物種，為離頜鰻屬的唯一物種。吉氏離頜鰻為深海底棲魚類，生活在北美洲東岸及太平洋西南部接近澳洲，深度400至2,000公尺的海底。